# Молодой мастер
«Молодой мастер» (кит. 師弟出馬, англ. The Young Master) — кинофильм. В главной роли, режиссёр и сценарист — Джеки Чан. Фильм является второй режиссёрской работой Чана после «Бесстрашной гиены» 1979 года. Это первая картина, снятая студией Golden Harvest совместно с Чаном в главной роли.
«Лорд дракон» стал якобы продолжением «Молодого мастера» и сначала имел название «Young Master in Love», что подтверждается Джеки Чаном в его книге[какой?].

## Сюжет
Школа кунг-фу, в которой учатся Дракон и его брат Тигр, выступает против конкурирующей школы на соревновании «Танец льва». Школа должна выиграть денежный приз, чтобы остаться открытой.
Конкурирующая школа выигрывает соревнование, но становится известно о предательстве Тигра, и его исключают с позором. Дракон клянётся возвратить своего зазнавшегося брата. Таким образом, пара может покрыть ущерб, причиненный их мастеру. Дракон отправляется на поиски, но в пути его ошибочно принимают за преступника, известного как Белый Веер. Тем временем Тигр сотрудничает со своими работодателями (конкурирующая школа), освобождая опасного преступника, известного как Ким. Однако, позже Тигр обвинён в ограбления банка. Чтобы освободить своего брата из-под ареста, Дракон обещает арестовать беглеца Кима.
Фильм заканчивается борьбой между Кимом и Драконом, в которой Дракон терпит существенный ущерб. В начале борьбы кажется, что Ким одержит победу, поскольку он бьёт Дракона ослепляюще быстрыми ударами. Однако, после употребления воды с опиумом, которую дал ему старик, Дракон побеждает Кима. Фильм заканчивается тем, что Дракон возвращается в свой родной город весь в гипсе.

## В ролях
| Актёр       | Роль                        |
| ----------- | --------------------------- |
| Джеки Чан   | А Лун / Дракон              |
| Юань Бяо    | Четвёртый Брат              |
| Вай Пак     | Кён / Тигр                  |
| Хван Ин Сик | мастер Ким                  |
| Лили Ли     | дочь Сам Куна Сау           |
| Сэк Кинь    | старший полицейский Сам Кун |
| Фун Хаконь  | человек Кима                |
| Лэй Хойсан  | человек Кима                |
| Тянь Фэн    | мастер Тхинь                |
| Фун Фун     | А Сук                       |
| Фань Мэйшэн | Бык                         |

## Съёмочная группа
- Компания: Golden Harvest
- Продюсер: Рэймонд Чоу, Леонард Хо[англ.]
- Режиссёр: Джеки Чан
- Сценарист: Джеки Чан, Лау Тхиньчхи, Эдвард Тан, Тун Лу
- Постановщики боевых сцен: Джеки Чан, Фун Хаконь
- Композитор: Фрэнки Чань[англ.]

## Музыка
Песня «Kung Fu Fighting Man», прозвучавшая в финальных титрах, стала первой песней, записанной и исполненной Джеки Чаном. С тех пор он исполнял и записывал песни для многих других своих фильмов.

## Версии
Существует две основные версии фильма: одна длится 106 минут (гонконгская), другая — 90 минут (международная). Также была выпущена тайваньская версия, в которой присутствуют сцены, которых нет в гонконгской и международной.
Тем не менее, даже тайваньская не является полной — продолжительность первоначального варианта фильма, который Джеки Чан сделал для «Golden Harvest», составляла 3 часа. 70 минут фильма были удалены во время первого монтажа.